# Сельскохозяйственное машиностроение
Сельскохозяйственное машиностроение — отрасль машиностроения, обеспечивающая механизацию и перевооружение сельскохозяйственного производства (производство сельхозмашин). В число задач отрасли входит механизация не только ключевых, но и промежуточных операций при возделывании культур.
Возникло в первой половине XIX века в Великобритании (см. Промышленная революция), затем получило распространение в США.

## в Белоруссии
Белорусские предприятия сельскохозяйственного машиностроения:
- Гомсельмаш
- Бобруйскагромаш
- Лидагропроммаш
- Лидсельмаш
- Минский тракторный завод

## в России
см. Машиностроение России#Сельскохозяйственное машиностроение

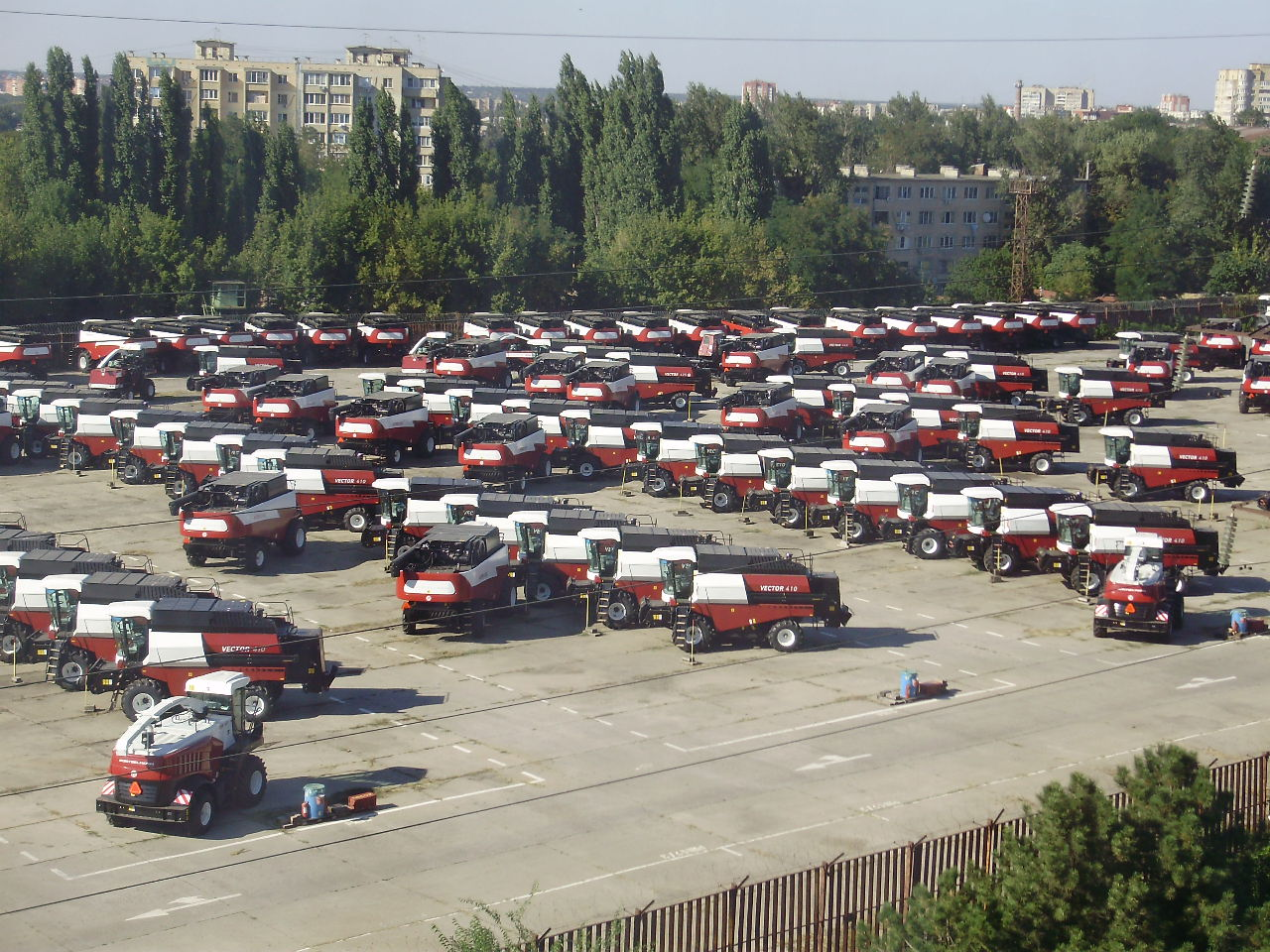
Завод сельскохозяйственного машиностроения, 2016 г.

Российские предприятия сельскохозяйственного машиностроения:
- Ростсельмаш — один из лидеров мирового сельскохозяйственного машиностроения[1], на его долю приходится 65 % российского рынка сельскохозяйственной техники и 17 % мирового рынка этой техники[1].
- Челябинский тракторный завод
- Чебоксарский агрегатный завод
- Концерн Тракторные заводы — крупнейший производитель тракторов в России, объединяющий большинство заводов производящих данную технику в России. 115-я позиция в ежегодном рейтинге 500 крупнейших компаний России 2007 года.
- Воронежсельмаш — предприятие по производству зерноочистительной техники, оборудования для элеваторных комплексов, арочных ангаров, оптических сортировщиков зерна.
- Мордовагромаш

В 2001 году было учреждено ОАО «Росагролизинг» и, как следствие, изменена система предоставления государственных средств на лизинг сельскохозяйственной техники. За 2002—2003 годы «Росагролизинг» заключил около 1000 договоров лизинга на сумму около 15 млрд рублей. В тот период это обеспечило для предприятий сельхозмашиностроения стабильность продаж и стимулировало интерес инвесторов к данной отрасли.

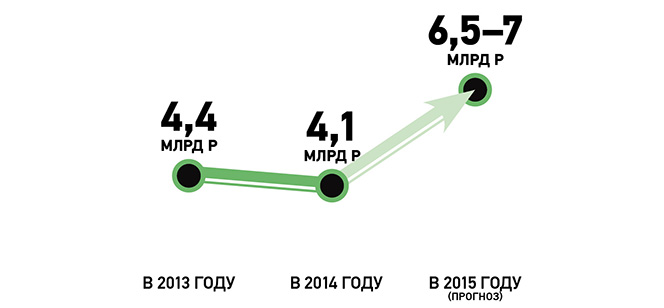
Экспорт сельхозтехники из России

За период 2003—2007 гг. зафиксирован следующий рост производства продукции сельхозмашиностроения:
- по тракторам — 108,0 %,
- по зерноуборочным комбайнам — 99,0 %,
- по кормоуборочным комбайнам — 106,1 %.

В 2008 году в России было произведено 11,2 тыс. тракторов на колёсном ходу, 8 тыс. зерноуборочных комбайнов, 803 кормоуборочных комбайна.